# 1928 у кіно

## Фільми
- Ася
- Андалузький пес
- Башта
- Бережись одружених чоловіків
- Білий орел
- Вогні Нью-Йорка
- Злий дух
- Жах
- Людина, яка сміється
- Натовп
- Патріот
- Перший корнет Стрешньов
- Таємнича леді
- Три вікенда
- Хас-пуш
- Цирк
- Чотири дияволи
- Чотири сини
- Шампанське
- Шкурник

## Персоналії

### Народилися

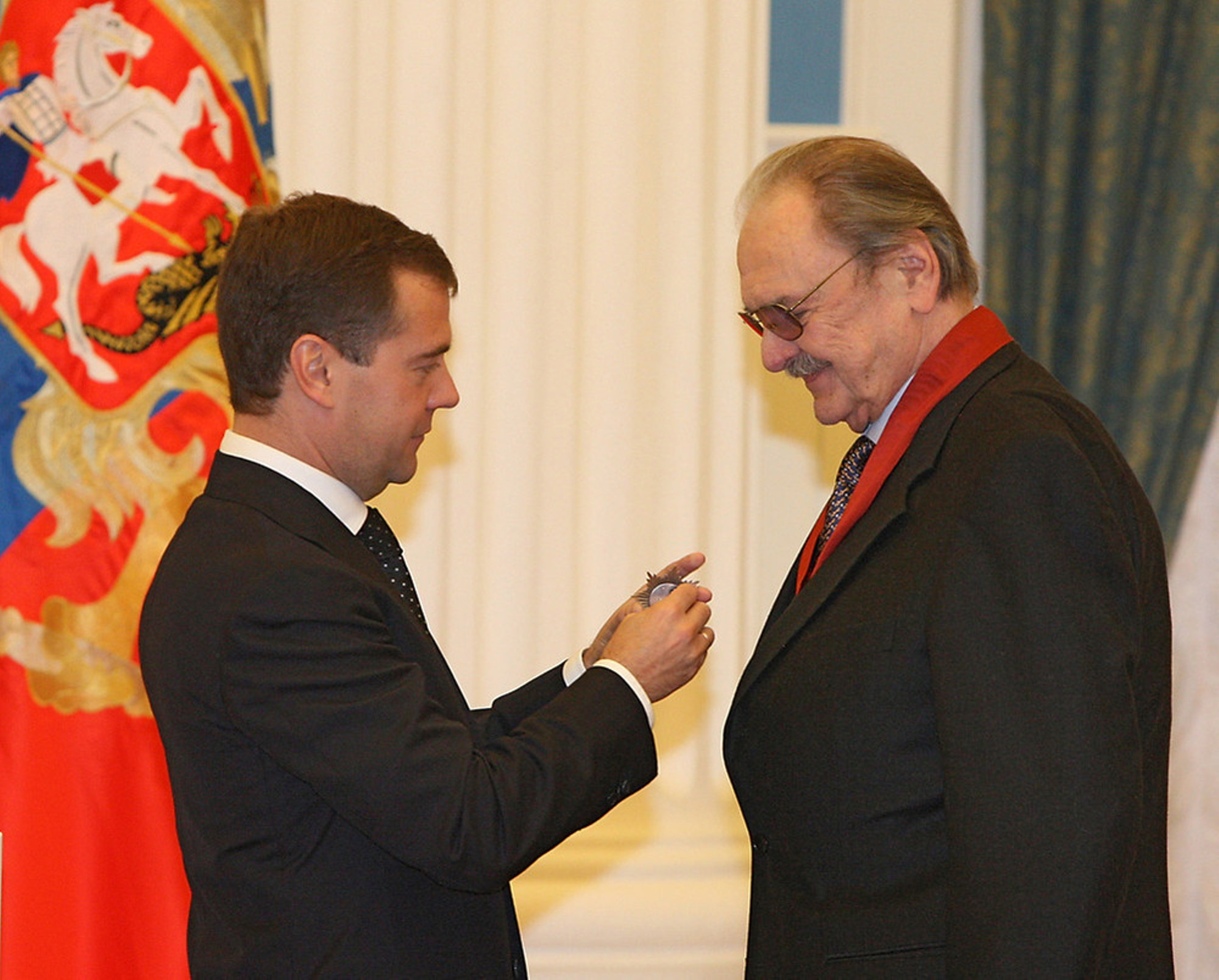
Юрій Яковлєв — найбільший майстер як драматичного («Ідіот», «Небезпечний поворот», «Любов земна»), так і комедійного («Гусарська балада», «Іван Васильович змінює професію», «Іронія долі», «або З легким паром!», «Кін-дза-дза!») жанрів радянського кіно.

Олексій Баталов — один з найпопулярніших акторів радянського кіно. Велику популярність принесли такі картини, як «Справа Румянцева», «Летять журавлі», «Люба моя людина» та «Москва сльозам не вірить».

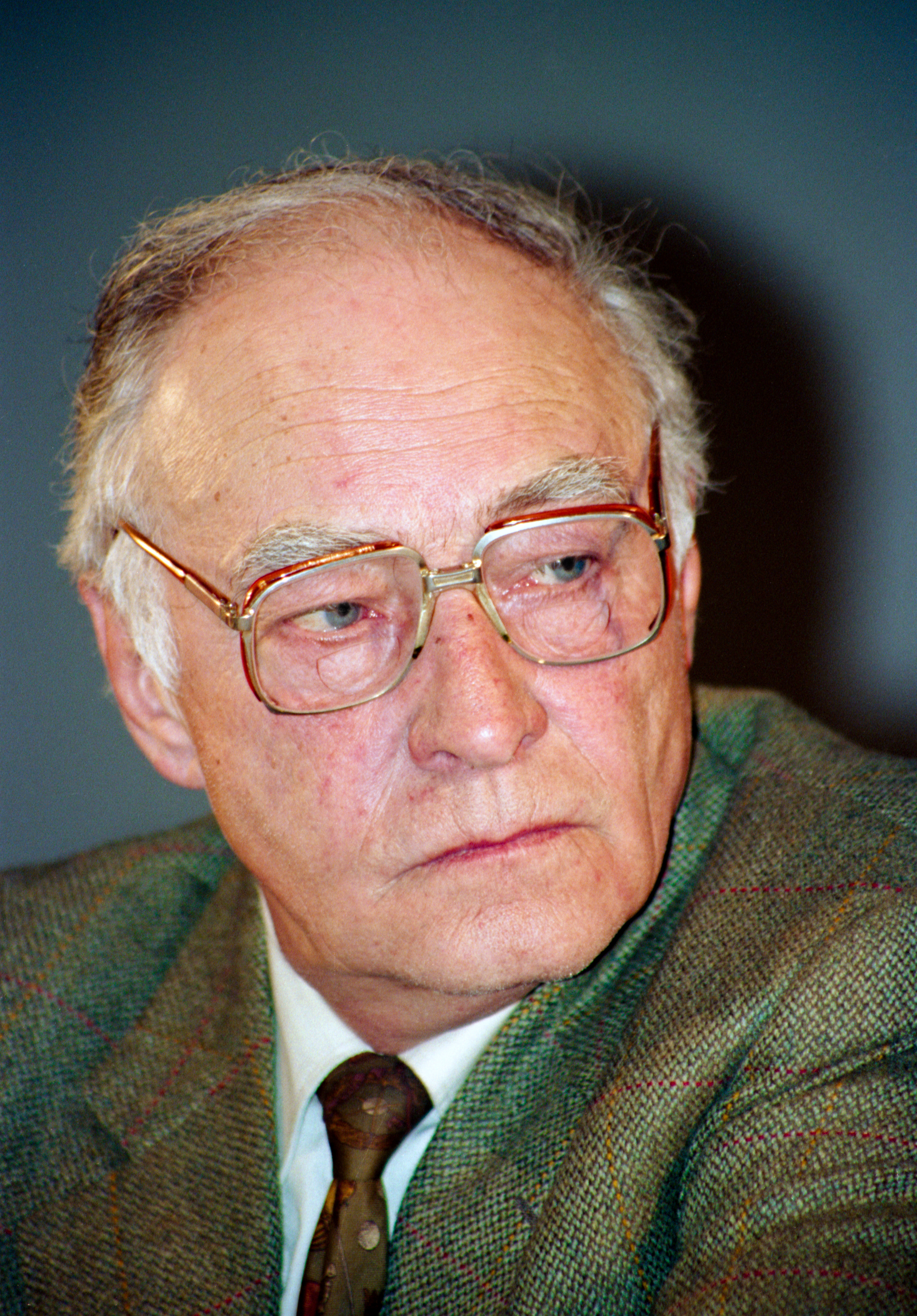
В'ячеслав Тихонов — один з найвидатніших акторів в історії радянського кінематографу. Найбільш значними ролями актора стали роботи в «Справа була в Пенькові», «Війна і мир», «Доживемо до понеділка», «Білий Бім Чорне вухо» та «Сімнадцять миттєвостей весни»

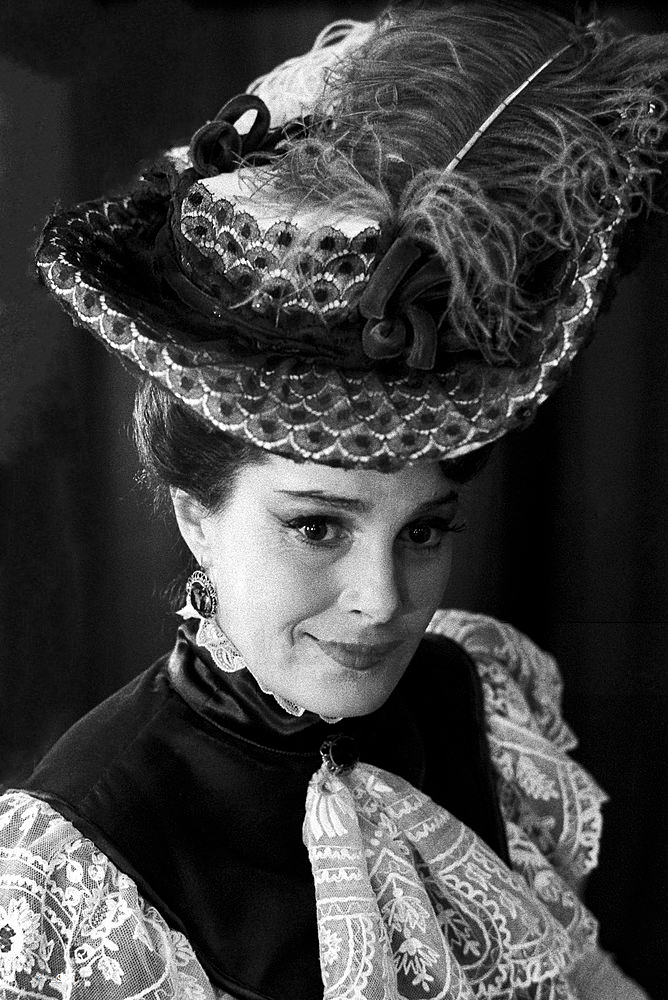
Еліна Бистрицька — одна з найпопулярніших радянських кіноакторок другої половини 1950-х років. Велику популярність принесли ролі Єлизавети Максимівни («Незакінчена повість»), Лелі Теплової («Добровольці») та Аксиньї («Тихий Дон»).

- 2 січня — Чернова Тамара Олександрівна, радянська російська акторка.
- 18 січня — Францішек Печка, польський актор театру та кіно.
- 26 січня — Роже Вадим, французький кінорежисер, сценарист, актор і продюсер.
- 28 січня — Машкара Олена Іванівна, радянська українська акторка і режисерка-документалістка.
- 29 січня — П'єр Чернія, французький актор, кінорежисер, сценарист, продюсер та телеведучий.
- 8 лютого — В'ячеслав Тихонов, радянський та російський актор театру і кіно, народний артист СРСР (1974).
- 28 лютого — Рамаз Чхіквадзе, радянський та грузинський актор театру і кіно, народний артист СРСР (1981).
- 1 березня — Жак Ріветт, французький кінорежисер, сценарист і кінокритик.
- 8 березня — Пироженко Раїса Іванівна, українська акторка театру і кіно.
- 14 березня — Толстих Олександр Павлович, радянський, український актор.
- 22 березня — Велько Булаїч, хорватський і чорногорський режисер.
- 4 квітня — Еліна Бистрицька, радянська та російська акторка театру і кіно, освітянка, співачка, народна артистка СРСР (1978).
- 5 квітня — Крупник Семен Самійлович, радянський і український актор театру і кіно.
- 7 квітня — Джеймс Гарнер, американський актор.
- 23 квітня — Ширлі Темпл, американська акторка.
- 25 квітня — Юрій Яковлєв, радянський та російський актор театру і кіно, народний артист СРСР (1976).
- 28 квітня — Негреба Олександр Валеріанович, радянський і російський актор театру і кіно, кінорежисер.
- 30 квітня — Сльозка Микола Йосипович, український актор радянських часів.
- 5 травня — П'єр Шендерфер, французький кінорежисер і сценарист.
- 12 травня — Караман Мгеладзе[ru], радянський та грузинський актор театру і кіно, кінорежисер, народний артист Грузинської РСР (1983).
- 13 травня — Едуар Молінаро, французький кінорежисер та сценарист.
- 15 травня — Марко Феррері, італійський кінорежисер, сценарист та актор.
- 21 травня — Агамірова Тамілла Суджаївна, радянська і російська акторка театру і кіно.
- 3 червня — Костянтин Степанков, радянський та український актор театру і кіно, педагог, народний артист СРСР (1977).
- 5 червня — Тоні Річардсон, британський кінорежисер, сценарист і продюсер.
- 7 червня — Джеймс Айворі, американський кінорежисер.
- 16 червня — Анні Корді, бельгійська співачка та акторка.
- 19 червня — Шерстобитов Євген Фірсович, радянський, російський та український кінорежисер, сценарист.
- 20 червня — Мартін Ландау, американський актор кіно, театру та телебачення.

- 2 липня — Тетяна Пілецька, радянська та російська акторка театру і кіно, заслужена артистка РРФСР (1977), народна артистка Російської федерації (1999).
- 7 липня — Патриція Гічкок, американська акторка.
- 28 липня — Інна Макарова, радянська та російська акторка театру і кіно, народна артистка СРСР (1985).
- 2 серпня — Станкевич Станіслав Іванович, український актор театру і кіно.
- 8 серпня — Ніна Меньшикова, радянська та російська акторка театру і кіно, народна артистка РРФСР (1978).
- 19 серпня — Мірус Борис Михайлович, український актор.
- 28 серпня:
  - Гутін Юрій Анатолійович, російський письменник, сценарист.
  - Предаєвич Віра Леонідівна, українська акторка театру і кіно.
- 29 серпня — Дзідра Рітенберга, радянська та латвійська акторка театру і кіно, кінорежисерка, заслужена артистка Латвійської РСР (1960).
- 31 серпня — Джеймс Коберн, американський актор.
- 1 вересня — Джордж Магаріс, американський актор грецького походження.
- 11 вересня — Всеволод Ларіонов, радянський і російський актор театру і кіно, народний артист РРФСР (1977).
- 7 жовтня — Юрій Саранцев, радянський та російський актор театру і кіно, заслужений артист РРФСР (1981), народний артист Російської федерації (2000).
- 20 жовтня — Юрій Боголюбов[ru], радянський актор театру і кіно, майстер дубляжу та озвучування.
- 21 жовтня — Раднер Муратов, радянський актор театру і кіно, заслужений артист РРФСР (1986).
- 23 жовтня — Войтецький Артур Йосипович, радянський і український кінорежисер, сценарист, педагог.
- 7 листопада — Симоненко Валентин Михайлович, радянський і український кінооператор.
- 8 листопада — Леонід Тарабаринов, радянський та український актор театру і кіно, народний артист СРСР (1972).
- 10 листопада — Енніо Морріконе, італійський композитор і кінокомпозитор, аранжувальник, диригент.
- 20 листопада — Олексій Баталов, радянський та російський актор театру і кіно, кінорежисер, сценарист, педагог, майстер художнього слова, народний артист СРСР (1976).
- 12 грудня — Леонід Биков, радянський актор театру і кіно, режисер та сценарист, заслужений артист РРФСР (1965), народний артист УРСР (1974).
- 17 грудня — Леонід Бронєвой, радянський та російський актор театру і кіно, народний артист СРСР (1987).
- 27 грудня — Попова Емма Анатоліївна, радянська акторка театру і кіно.
- 31 грудня — Тетяна Шмига, радянська та російська співачка, акторка оперети, театру і кіно, народна артистка СРСР (1978).

### Померли
- 25 червня — Джеральд Даффі, американський сценарист епохи німого кіно.
- 18 листопада — Моріц Стіллер, шведський актор, сценарист та режисер німого кіно (нар. 1883).
- 21 листопада — Едвард Коннеллі, американський актор театру і кіно.